# NATO Stock Number

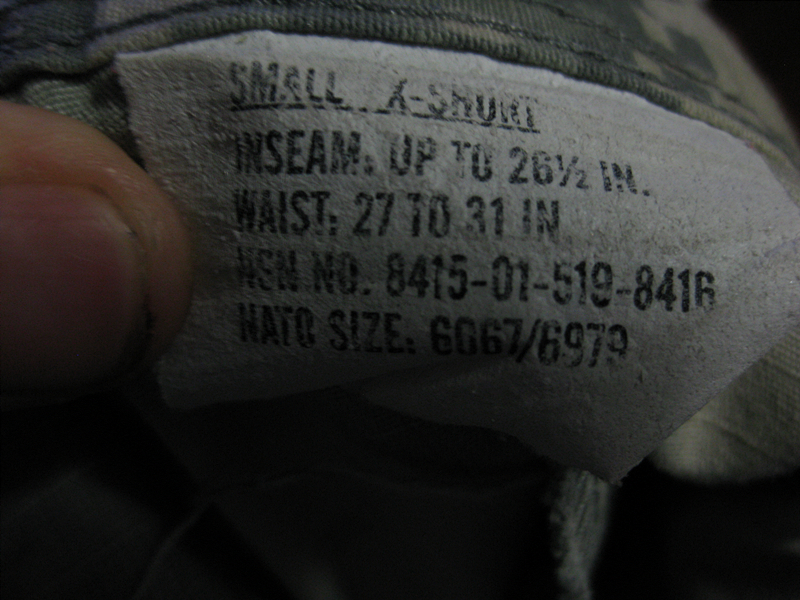
Un NSN en la etiqueta de un pantalón

Un Número de Inventario de la OTAN (en inglés NATO Stock Number), o Número Nacional de Inventario (NSN), como se conoce en EE. UU., es un código numérico de 13 dígitos utilizado por la alianza militar de la OTAN, que identifica todos los "artículos materiales estandarizados de suministro", tal y como han sido reconocidos por todos los Estados miembros de la OTAN.
En virtud de los Acuerdos de Normalización de la OTAN, el NSN ha pasado a utilizarse en todos los países del Tratado. No obstante, hay muchos países que utilizan el programa NSN y que no son miembros de la OTAN (por ejemplo, Japón, Australia y Nueva Zelanda). También se puede añadir un sufijo de dos dígitos denominado Código de Agregación de Gestión de Materiales (MMAC),  para indicar el uso final del activo, pero no se considera parte del NSN.
En el Reino Unido se conoce como Código de Gestión Doméstica (DMC). En Francia se conoce como Número de Nomenclatura OTAN (NNO), o "Número de Identificación OTAN". En los países de habla hispana se conoce como Número Nacional de Efecto (NNE).
Se dice que un artículo que tiene un NSN está "en la lista de código de existencias".